# Душан Јевтовић (сликар)
 Душан Јевтовић  (Горња Трнава, 9. август 1925 – Београд, 6. октобар 2011) био је српски сликар, светски класик наивне уметности.

## Биографија
Рођен је 1925. године у селу Горња Трнава код Прокупља. Сликарством се бавио од 1956. Излагао је на самосталним и групним изложбама у земљи и иностранству. Умро је 2011. године у Београду.

## Стил
Народни обичаји, славе, светковине, непогоде, несреће, уопште људско трајање у земаљском простору, у преплетима фризова људи изражених гестова, метафора су колективног духа, сваколике снаге људског мноштва у добру и у злу. Коњи: бели, жути, црвени, пропети на небу боје рубина, представлјају симбол снаге живота или пак немани као симбол зла. На његовим сликама вечити су контрапункти: борба људског и надљудског, добра и зла. На десетине портрета људских групација повезано је најразноврснијим догађајима. Осећај за покрет и распоред маса указују на урођени смисао за композицију. Њихови гестови, одећа и обичаји откривају специфичност краја, људи у екстатичном расположењу.

## Изложбе и награде
У протеклих 50 година створио је обимно сликарско дело и сврстао се у најзначајније наивне уметнике света. Излагао је на репрезентативним југословенским изложбама у земљи и иностранству: Салони и Бијенала наивне уметности у Јагодини, Минхен (1968), Рим и Токио (1971), Париз (1973, 1988, 2007), Лондон (1973), Беч (1985), Галерија САНУ, Београд (2003), Софија (2007), Будимпешта (2008), као и на значајним међународним изложбама - Лугано (1969), Наиви (1970, 1973, 1977...). 
Добитник је низа признања за свој рад од којих је најзначајнија Награда за укупан уметнички рад (1987); Велика награда 9. и 12. Бијенала (1999, 2005).

## Галерија
- Лето у мом селу, 1986. МНМУ, Јагодина
- Зимске свадбе, 1986. МНМУ, Јагодина